# Песочные Часы (туманность)
Песочные Часы (также известна как MyCn 18) — биполярная планетарная туманность, расстояние до которой составляет порядка 8000 световых лет. До сих пор до конца не ясно, что заставило туманность приобрести такую необычную форму, возможно она сформировалась из плотного газового облака в экваториальной плоскости центральной звезды туманности, которое под влиянием межзвёздного ветра приобрело видимую сейчас форму.
Туманность была обнаружена Энни Джамп Кэннон и Маргарет Майол между 1918 и 1924 годами во время работы над Каталогом Генри Драйпера. В то время Песочные Часы были определены просто как малая слабая планетарная туманность.
Выяснилось, что форму песочных часов туманность получает путём быстрого расширения звёздного ветра, который медленно превращается в облако, которое на экваторе более плотное, чем у полюсов.